# Harboldus Tombergen

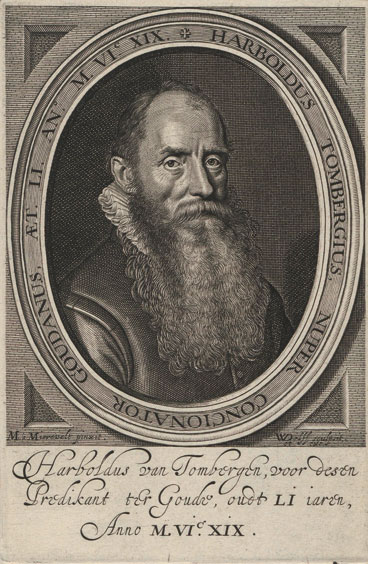
Harboldus Tombergen (1568-1625), gravure van Willem Jacobsz Delff naar een portret geschilderd door zijn schoonvader Michiel Jansz. van Miereveld

Harboldus Tombergen (Warburg, 1568 - Friedrichstadt, 5 oktober 1625) was een Nederlandse predikant en een van de grondleggers van de Remonstrantse Broederschap.

## Leven en werk

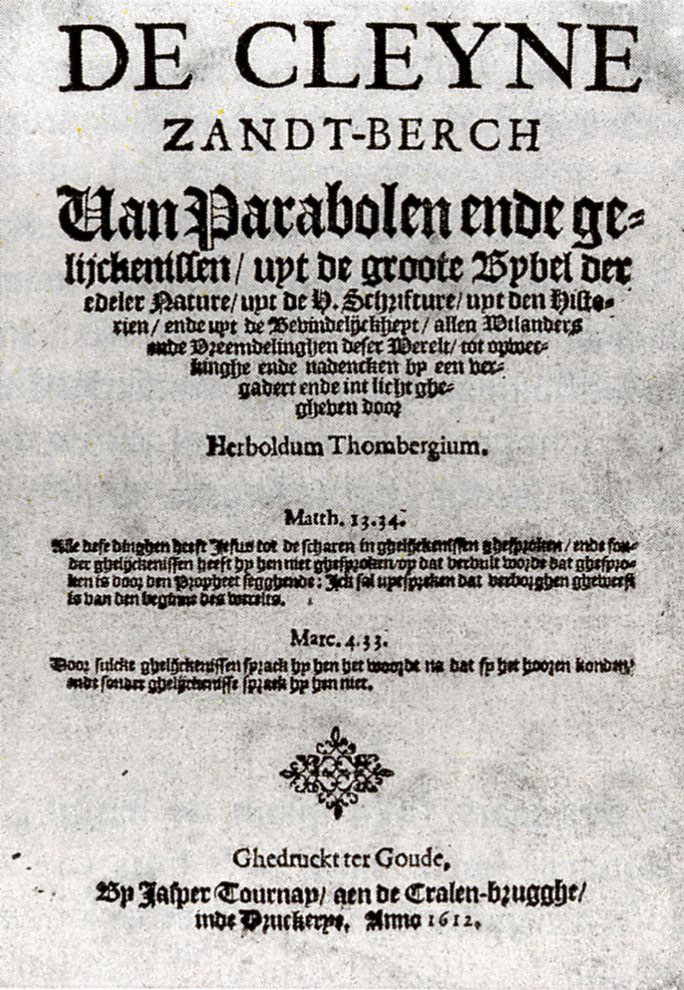
Titelblad van de 'De Cleyne Zandt-berch (1612)

Tombergen werd eind 1598 predikant te Gouda. Daarvoor was hij predikant in Ruhrort (Duitsland) geweest. Hij was een door de Jezuïeten opgeleid rooms-katholiek theoloog, die zich bekeerd had tot het Lutheranisme. Hij werd gegrepen door  een geschrift de Corte verclaringhe van de Goudse predikant Herman Herbers en werd door de laatste naar Gouda gehaald. In Gouda werkte hij samen met vader en zoon Herman  en Theodorus (Dirk) Herbers. Zij behoorden tot de Arminianen. Samen met hen schreef hij de Korte onderwijsinghe der kinderen in de christelijkcke religie, ook wel de Goudse Catechismus genoemd. Na het overlijden van Herbers in 1607 werkte hij 
nauw samen met zijn Goudse collega Eduard Poppius. Voor diens geruchtmakende publicatie in 1616 De enge poorte over de uitverkiezing schreef hij in 1612 De Cleyne Zandtberch. Beide boeken werden gedrukt bij de libertijnse Gouse drukker Jasper Tournay. Na de Synode van Dordrecht in 1618/1619 vaardigde het Hof van Holland een bevel uit, dat het Tombergen en zijn medestanders verboden was om nog kerkelijke vergaderingen te beleggen. Hij werd verbannen en werd op een boerenkar naar Waalwijk gebracht, dat toen onder Spaans gezag stond. Zowel Tombergen als Poppius werden uit hun ambt gezet, ook hun collega Dirk Herbers zou dit lot met hen delen. Tombergen reisde door naar Antwerpen en sloot zich, net als Poppius, aan bij de Remonstrantse Broederschap.
In 1621 keerde Tombergen clandestien terug naar Gouda. Hij preekt er weer verschillende malen, maar besloot zijn huis te verkopen en vestigde zich in Friedrichstadt in Sleeswijk-Holstein. Hij overleed aldaar op 5 oktober 1625 in de ouderdom van 58 jaar. Zijn zoon Daniël en kleinzoon Willem zouden naam maken in Gouda als glazeniers en restaurateurs van de Goudse glazen. Willem was bovendien notaris in Gouda.